# Blow Up (televisieprogramma)
Blow Up is een Nederlands televisieprogramma dat uitgezonden werd door RTL 4 en online te bekijken was via Videoland. De oorspronkelijke presentatie van het programma was in handen van Chantal Janzen en Martijn Krabbé; voor het tweede seizoen werd Janzen vervangen door Leonie ter Braak.

## Format
In het programma gaat een groep bestaande uit zeven kandidaten de strijd met elkaar aan om de titel 'beste ballonartiest'. Iedere aflevering krijgen de kandidaten een nieuwe opdracht waarin ze hun talent moeten tonen aan de hand van ballonnen. De opdrachten komen in verschillende vormen en maten. Bij de meeste opdrachten werken de kandidaten zelfstandig, bij andere moeten ze in duo's werken. Tevens staan er iedere opdracht nieuwe onderwerpen centraal; zoals onderwaterwereld, Disney-figuren, praalwagens en jurken die daadwerkelijk door een model gedragen gaan worden. Daarnaast krijgen ze voor iedere opdracht ook een ander tijdsbestek om eraan te werken, dit verschilt van 10 minuten tot 2 uur en zelfs tot 12 uur. Hierbij worden opdrachten die langer dan 10 uur duren verspreid over twee dagen, zodat de ballonkunstenaars tussendoor kunnen uitrusten.
De opdracht wordt aan het einde van de aflevering beoordeeld door vast jurylid Guido Verhoef, hij wordt iedere aflevering bijgestaan door een gastjurylid dat wat te maken heeft met het betreffende onderwerp.
De eerste aflevering is een opwarmertje en daarom hoeft er na die aflevering niemand naar huis.

## Achtergrond
Het programma is het eerste wereldwijde programma over ballonkunst. De presentatie van het eerste seizoen van het programma was in handen van Chantal Janzen en Martijn Krabbé. De eerste aflevering van dit seizoen werd uitgezonden op vrijdagavond 3 juni 2022 en werd bekeken door 775.000 kijkers, daarmee was het de zevende best bekeken programma van die dag.
In oktober 2022 maakte RTL bekend dat het programma verlengd zou gaan worden met een tweede seizoen, tegelijk werd bevestigd dat Chantal Janzen door een te volle agenda niet terug zou keren voor het nieuwe seizoen. Op 24 maart 2023 werd Leonie ter Braak onthuld als de opvolgster van Janzen. Het tweede seizoen wordt bovendien niet op vrijdagavond, maar op zaterdagavond uitgezonden.
Het format werd doorverkocht aan onder andere Australië, Nieuw-Zeeland en Duitsland.